# Cosimo De Tommaso
Cosimo De Tommaso (Cosenza, 27 settembre 1949) è un imprenditore e sociologo italiano.

## Biografia
Porta a termine i suoi studi di Sociologia presso l'Università degli Studi di Napoli “Federico II”, specializzandosi in Sociologia del Lavoro. Di grande rilevanza nel suo percorso professionale è l'attività più che trentennale in Confindustria Cosenza, dove ha ricoperto il ruolo di Responsabile delle Relazioni Industriali. Durante questo periodo affina le sue capacità in ambito di relazioni sindacali, mercato del lavoro, ammortizzatori sociali, gestione del personale e delle risorse umane, gestione di imprese. Tali competenze gli consentono di far parte, in quegli anni, di vari organismi e commissioni presso la sede INPS di Cosenza, la Camera di Commercio di Cosenza e l'Ufficio del Lavoro. 
Cosimo De Tommaso ha fornito un prezioso contributo per la promozione e la diffusione delle pratiche sportive in ambito aziendale e industriale divenendo parte attiva dello C.S.A.IN, di cui è stato Presidente regionale e poi membro del Direttivo nazionale.
Negli anni novanta comincia ad impegnarsi politicamente per la sua città. Presenta la sua candidatura a Sindaco nelle elezioni amministrative di Cosenza del 1997, arrivando poi a ricoprire la carica di Capogruppo e Consigliere comunale. In tale periodo è stato componente di varie commissioni consiliari oltre che vicepresidente della Commissione Urbanistica. 
Nel 2004 fonda una nuova società di consulenza, con l'intento di mettere al servizio di imprese e gruppi aziendali la propria esperienza in ambito industriale, sindacale, previdenziale, fiscale, imprenditoriale, formativo, sociale e anche politico. Attraverso questa Società, di cui è anche Amministratore, Cosimo De Tommaso continua ad occuparsi di pianificazione strategica e assistenza in materia di amministrazione del personale, contrattualistica, problematiche previdenziali, assicurative e fiscali, formazione del personale, predisposizione modelli organizzativi e di programmi di riorganizzazione.
Il 22 settembre 2020 è stato eletto sindaco a San Lucido.

### L'attività di docenza
Cosimo De Tommaso è un esperto docente in materie inerenti alle discipline di sociologia, comunicazione, diritto del lavoro, gestione delle risorse umane, ambiente e sicurezza, controllo qualità, promozione turistica, valutazione d'Impatto ambientale. Attualmente è Presidente del "Consorzio Marte - Formazione, Innovazione, Sviluppo", ente di alta formazione accreditato.

## Il brand de Tommaso

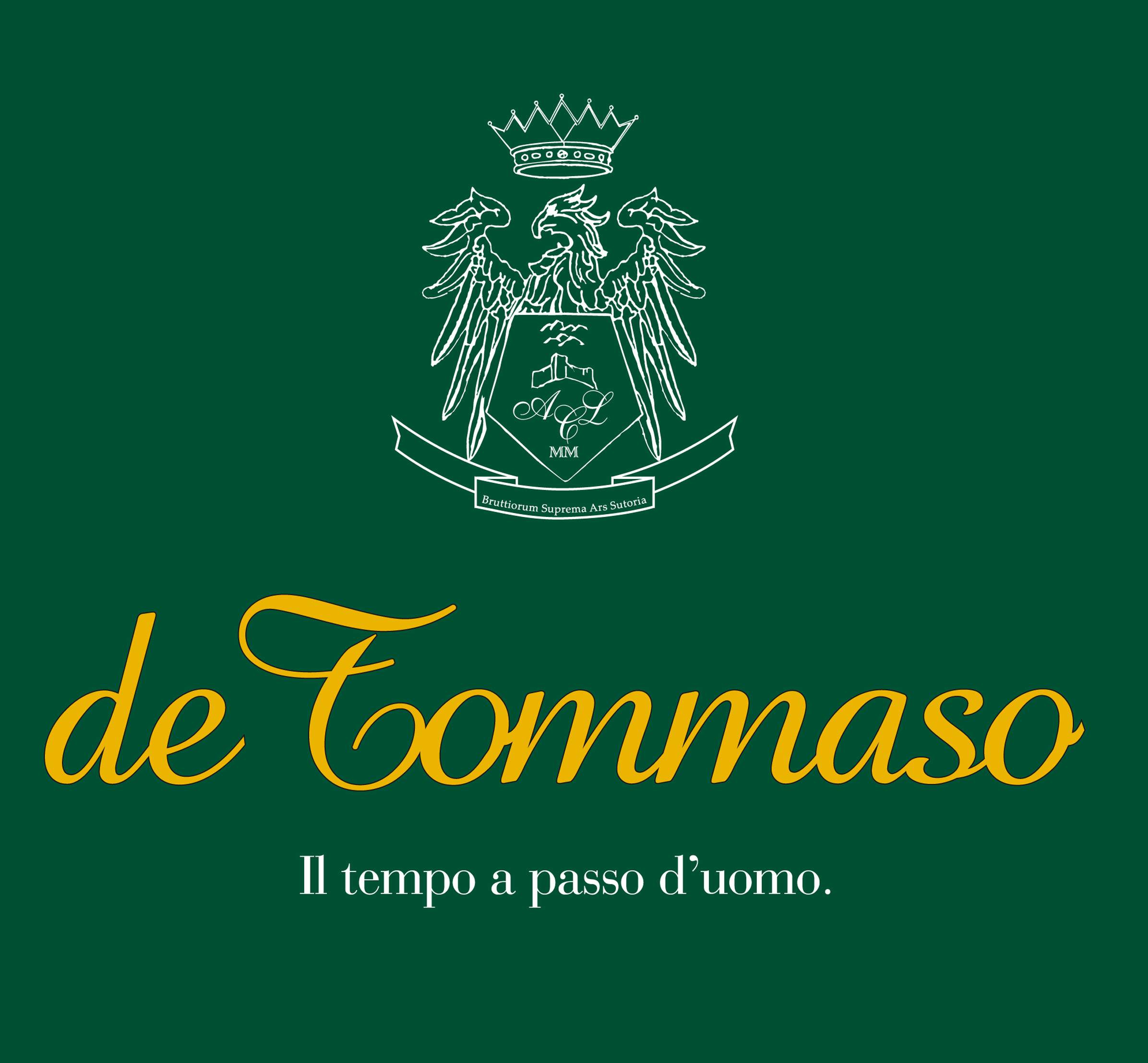

Il nome di Cosimo De Tommaso è legato anche dall'omonimo marchio di calzature artigianali de Tommaso. Nel 2000 intraprende questa iniziativa imprenditoriale, puntando unicamente sulla forte tradizione artigianale calabrese. 
Pur non potendo contare sui vantaggi derivanti da un modello produttivo di tipo distrettuale e in assenza di un valido indotto a livello locale, è riuscito ugualmente a mantenere alto il livello di competitività dell'azienda avente sede in Calabria, giungendo a conquistare un buon posizionamento a livello nazionale ed estero. 
Per tre anni consecutivi, dal 2008 al 2010 le scarpe de Tommaso sono state indossate dalle stelle di Hollywood per la notte degli Oscar, assicurando al marchio italiano una grande visibilità negli Stati Uniti.
Nel 2011 la de Tommaso viene chiamata a partecipare al programma internazionale “Global Village for Future Leaders of Business and Industry”, promosso dalla Lehigh University in Pennsylvania. Da quell'incontro prende le mosse uno studio condotto dallo “Iacocca Institute”, polo di ricerca della Lehigh University, promossa da un Business Consulting Project team composto da studenti, ricercatori, docenti ed esperti internazionali, avente per oggetto proprio la de Tommaso. L'obiettivo del lavoro è quello di stilare un project work che ha poi portato alla definizione di una entry strategy nel mercato USA per l'azienda calabrese.
Sempre nel 2010, l'imprenditore Cosimo De Tommaso si è distinto per il coraggio mostrato nel denunciare senza timore le minacce ricevute dalle cosche locali che davanti allo show room di Cosenza avevano depositato una tanica di benzina, un accendino e due proiettili. 
Non cedendo alle intimidazioni mafiose, confidando nell'opera dello Stato, Cosimo De Tommaso ha inteso far comprendere agli imprenditori e ai commercianti che è possibile vincere contro il malaffare e non piegarsi al pizzo.

## Curiosità
- Tra le competenze e riconoscimenti professionali che Cosimo De Tommaso ha saputo fare propri nel corso della sua attività spiccano la “Stella al Merito del Lavoro”, la “Medaglia d'Argento Confindustria”, la “Medaglia d'Oro Confindustria”, il “Premio Simpatia 2010 – Il Più Simpatico di Italia. Per il coraggio e la risolutezza contro la malavita organizzata”.[5]
- È fondatore e Presidente nazionale di Api Imprendo,[6] associazione di imprenditori che pone l'uomo al centro del processo economico, nonché Presidente dell’associazione “Re Alarico”, che organizza periodicamente l'omonimo premio giornalistico, la cui ultima edizione ha visto premiate alcune delle firme più prestigiose del panorama giornalistico nazionale (tra cui Lirio Abbate, Angela Caponnetto, Giuseppe Legato).[7]
- È segretario regionale dell’UCID, Unione Cristiana Imprenditori e Dirigenti ed è Vicepresidente di Assisi Pax International, ente impegnato da oltre vent'anni nella realizzazione di un progetto di pace, per quanto possibile, al di fuori dell’utopia.[8]